# Water is leven
Water is leven was de naam van een kunstproject in Drachten van kunstenaar Henk Hofstra uit dezelfde plaats, tussen 2007 en 2014. Het bestond uit een blauw geverfde straat (Het Moleneind) en symboliseerde de Drachtstervaart op dezelfde plek, die sinds 1966/-67 gedempt was. Het was bedoeld als voorproefje van het heropenen van de vaart.
op 6 april 2007 werd het kunstproject onthuld. Voor het kunstwerk was bijna 4000 liter blauwe verf nodig. Het project kwam in opspraak omdat de helft van de € 75.000 kostende klus uit gemeentelijke belastingen werd gefinancierd. De projectontwikkelaar, verantwoordelijk voor het opnieuw aanleggen van de vaart, betaalde de rest. De opening door de Drachtster wethouder van Cultuur, Fred Veenstra vond plaats onder grote media belangstelling.
Een anonieme actiegroep verfde in augustus 2009 uit onvrede met de vertraging die het project opliep de woorden 'Wind is lucht' op de straat, een verwijzing naar de projectontwikkelaar, Hendrik Wind.
Vanaf 2012 is het kunstwerk in stukken verdwenen, omdat het wegdek uit de straten werd gesloopt in verband met het opnieuw aanleggen van de vaart. Omdat het sinds het schilderen niet was onderhouden, was de verf grotendeels al verdwenen.

## Trivia
- Hofstra heeft toegegeven dat de aard van zijn kunstproject mede ingegeven is door zijn wens om te zijner tijd zichtbaar te zijn op Google Earth.